# Palma (Mozambik)
Palma egy város Mozambik legészakibb pontja közelében, Cabo Delgado tartományban, az Indiai-óceán partján, nem messze az ország és Tanzánia természetes határát képező Ruvuma folyó torkolatvidékétől; a Palma kerület központja.

## Története

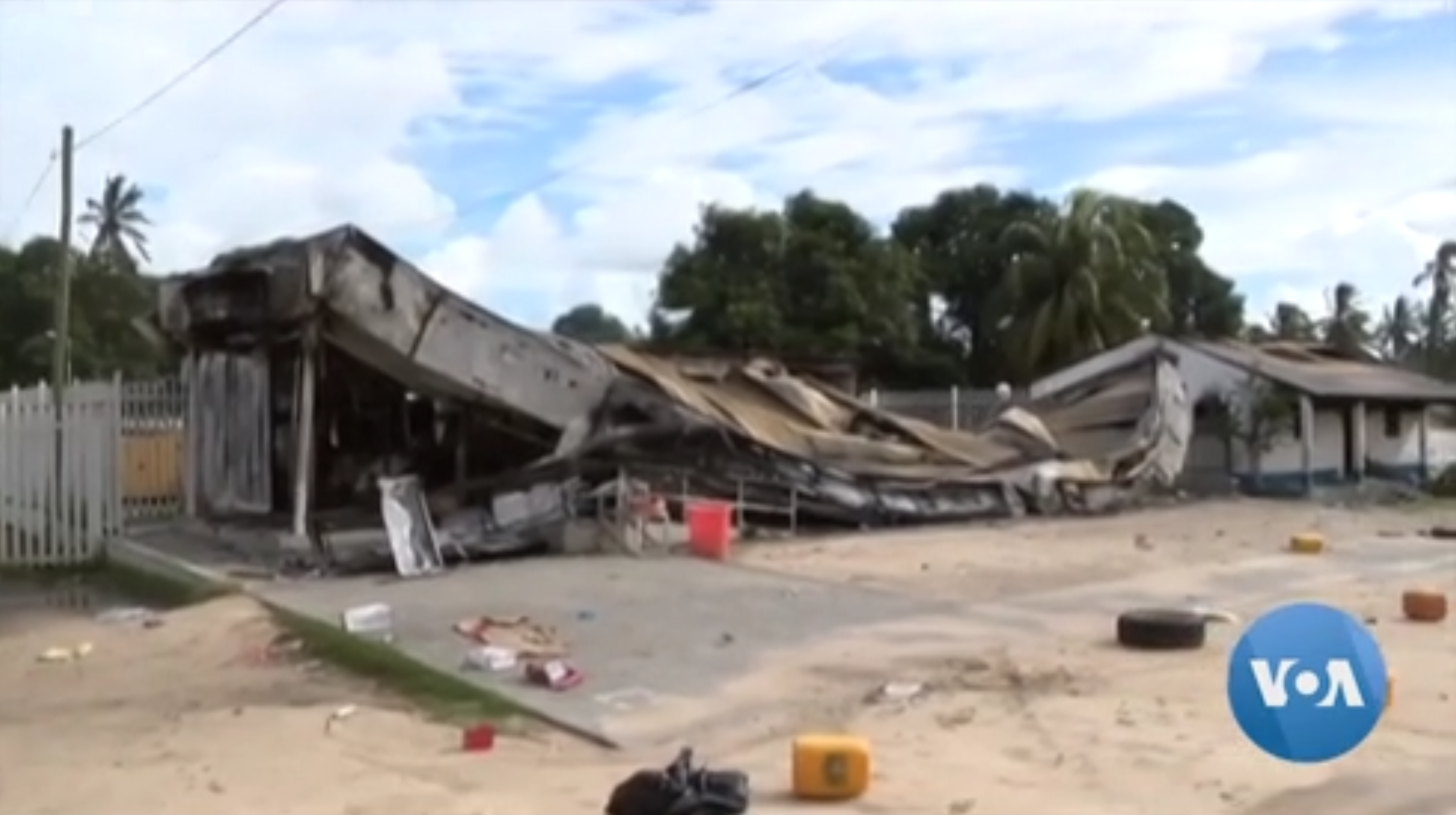
Háborús károk Palmában (2021)

A mai települést 1889-ben alapították, nevét José Raimundo de Palma Velho tiszteletére kapta, aki korábban a helyi portugál erők parancsnoka volt. A település hagyományosan a kosárfonó és szőnyegkészítő iparáról ismert. A környező földgázmezőknek köszönhetően a 2010-es években gyors fejlődésnek indult, a földgázkitermelés és feldolgozás egyik központjává vált. A 2017-ben kitört Cabo Delgadó-i iszlamista felkelés azonban nagyon súlyosan érintette az egész tartomány gazdaságát. 2021 március 24-én az Anszár al-Szunna terrorszervezet harcosai megtámadták Palmát és legyőzték a kormányerők helyőrségét. A dzsihadisták hatalmas pusztítást végeztek a városban és kirabolták a bankokat is. A támadók legalább 87 civillel végeztek, köztük külföldi turistákkal és olajipari munkásokkal is. A háború hatására a város lakosságának nagyrésze, több mint 40 000 ember elmenekült.

## Fordítás
- Ez a szócikk részben vagy egészben  a   Palma, Mozambique című angol Wikipédia-szócikk fordításán alapul.  Az eredeti cikk szerkesztőit annak laptörténete sorolja fel. Ez a jelzés csupán a megfogalmazás eredetét és a szerzői jogokat jelzi, nem szolgál a cikkben szereplő információk forrásmegjelöléseként.